# Fastening Days
Fastening Days è un anime  prodotto dal marchio produttore di chiusure lampo YKK. Trasmesso in rete il 30 ottobre 2014, il corto  ha la regia di Hiroyasu Ishida e la canzone principale, Hurly Burly cantata da Perfume.
Il 31 luglio 2016 sul canale youtube della compagnia è stato caricato il secondo episodio, prodotto dallo stesso staff che ha curato il primo corto ed accompagnato dalla canzone Hold Your Hand del gruppo Perfume.

## Trama
I due fratelli Yoji e Kei sono due inventori dai nobili ideali, costruitisi due marchingegni da polso capaci di sparare cerniere, girano per la città come due giovani supereroi chiudendo tutto con un rapido “zip”: dai grembiuli di due cuochi litigiosi ai teli dei cantieri edili o alle piscine da giardino degli asili, i due fratelli sono i padroni delle chiusure lampo.
Un giorno, Anna, la loro madre adottiva disabile, finisce per litigare con Kei e nella confusione la “pistola da polso” della bambina finisce per colpire la sedia a rotelle della madre. Al momento la cosa non sembra avere conseguenze ma più tardi, in mattinata inoltrata, quando Anna decide di fare una sorpresa alla figlia presentandosi all'evento genitori insegnanti – cui la piccola aveva volutamente escluso la madre adottiva – finisce per ritrovarsi lanciata a tutta velocità per le strade della città, scoprendo solo troppo tardi di avere i freni rotti.
Accortisi del trambusto generato dalla donna in discesa inarrestabile, i due fratelli inseguono la sedia a rotelle e con una lunga fune di panni, teli, tessuti, recuperati in una rocambolesca corsa per la città, salvano la madre. Dopo aver tirato un sospiro di sollievo la concordia torna nella famigliola e Kei può presentare a tutta la sua classe la sua mamma, a testa alta.

### Fastening Days 2
Yoji e Kei, i due giovani supereroi cittadini, scoprono di non essere gli unici a sfruttare il potere delle cerniere: la loro compagna di classe Kelly è infatti dotata della stessa attrezzatura ed è determinata a diventare la vera ed unica eroina della città. Il carattere orgoglioso e competitivo della bambina non le permette del resto di collaborare con i due "colleghi". Solo davanti ad una vera emergenza, Kelly riuscirà ad accettare l'aiuto di Yoji e Kei per impedire un incidente navale.

## Personaggi
Yoji ( ヨージ ?,  Yōji)
Doppiato da Fuyuka Ōura
 Kei ( ケイ?)
Doppiata da Ryōko Shiraishi
 Anna ( アンナ ?)
Doppiata da Sayuri Sadaoka
Kelly
Doppiata da Akemi Kanda